# 32144 Humes
32144 Humes este o planetă minoră (asteroid), cu un diametru de 7,698 km, din centura de asteroizi. A fost descoperită pe 9 iunie 2000 la Stația Anderson Mesa de Lowell Observatory Near-Earth-Object Search. 
Obiectul prezintă o orbită caracterizată de o semiaxă mare de 2,763726 UAi, o excentricitate de 0,22, o înclinație de 6,57918 ° în raport cu ecliptica.